# Montreuil-le-Chétif
Montreuil-le-Chétif is een gemeente in het Franse departement Sarthe (regio Pays de la Loire) en telt 287 inwoners (1999). De plaats maakt deel uit van het arrondissement Mamers.

## Geografie
De oppervlakte van Montreuil-le-Chétif bedraagt 14,6 km², de bevolkingsdichtheid is 19,7 inwoners per km².
De onderstaande kaart toont de ligging van Montreuil-le-Chétif met de belangrijkste infrastructuur en aangrenzende gemeenten.

## Demografie
Onderstaande figuur toont het verloop van het inwonertal (bron: INSEE-tellingen).

1. ↑  Populations de référence 2022.